# 高田駅 (福岡県)
高田駅（たかたえき）は、福岡県朝倉郡筑前町高田にある甘木鉄道甘木線の駅。

## 歴史
請願駅として設置され、建設費50万円全額を地元が負担した。
- 1960年（昭和35年）11月1日：国鉄甘木線に筑前高田駅（ちくぜんたかたえき）として開設[1][4]。気動車の旅客のみを取り扱う駅員無配置駅[5]。
- 1986年（昭和61年）4月1日：甘木鉄道に転換、同時に高田駅に改称[1][2]。

## 駅構造

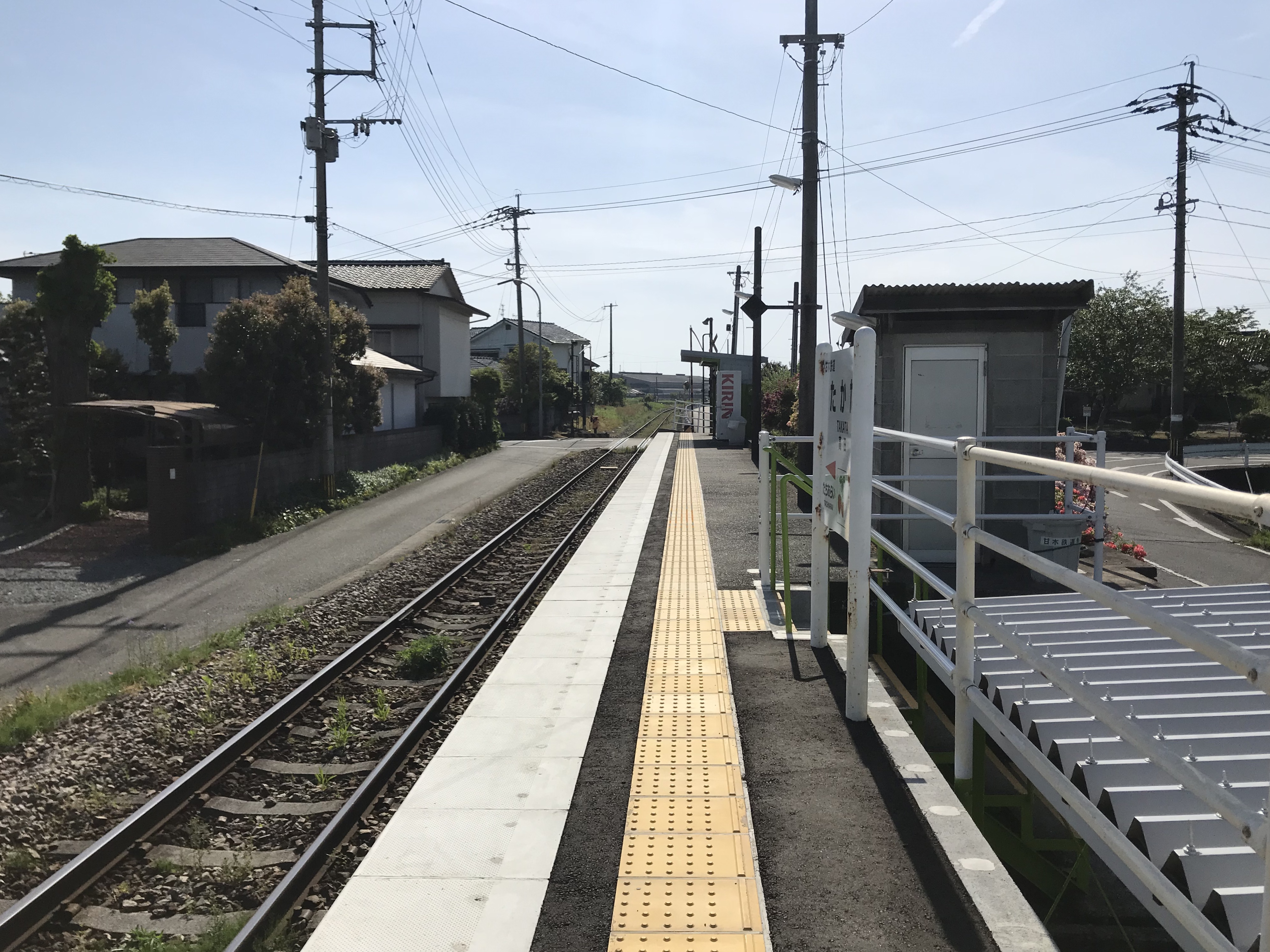
ホーム

単式ホーム1面1線を有する地上駅。無人駅となっている。駅舎はなく、トイレあり。

## 利用状況
| 乗車人員推移 | 乗車人員推移 |
| 年度         | 1日平均人数  |
| ------------ | ------------ |
| 2011年       | 69           |
| 2012年       | 95           |
| 2013年       | 95           |
| 2014年       | 59           |
| 2015年       | 57           |
| 2016年       | 73           |
| 2017年       | 65           |
| 2018年       | 73           |

## 駅周辺
- キリンビール福岡工場
- 国道500号
- キリン物流朝倉物流センター・馬田物流センター

## 隣の駅
甘木鉄道
■甘木線
太刀洗駅 - 高田駅 - 甘木駅